# Димитар Марашлиєв
Димитар Марашлиєв (болг. Димитър Марашлиев, 31 серпня 1947, Харманли — 12 липня 2018, Софія) — болгарський футболіст, що грав на позиції нападника. Майстер спорту Болгарії (1969).
Виступав, зокрема, за ЦСКА (Софія), з яким став п'ятиразовим чемпіоном Болгарії та чотириразовим володарем Кубка Болгарії, а також національну збірну Болгарії, у складі якої був учасником чемпіонату світу 1970 року.

## Клубна кар'єра
Марашлиєв почав грати у футбол, коли навчався в 7 класі в клубі «Хеброс» з рідного міста Харманли. У 1963 році, у віці 16 років, він переїхав до «Мариці», у складі якої і дебютував на дорослому рівні, виступаючи у другому дивізіоні країни.
На початку 1966 року став гравцем «Спартака» (Пловдив), у складі якого і дебютував у вищому дивізіоні, зігравши до кінця сезону 1965/66 6 матчів і забивши 2 голи.
Влітку 1966 року Димитар був призваний до армії. Його помітив тодішній тренер ЦСКА (Софія) Стоян Орманджиєв і забрав до свого клубу. Марашлиєв пробув у ЦСКА загалом 10 сезонів, ставшм легендою клубу. У групі А він провів за «армійців» 244 гри і забив 73 голи, ставши чемпіоном Болгарії в 1969, 1971, 1972, 1973, 1975 і 1976 роках і володарем Кубка Радянської Армії в 1969, 1972, 1973 і 1974 роках. Також з командою Марашлиєв став півфіналістом півфіналіст Кубка європейських чемпіонів у 1967 році і загалом за клуб провів у єврокубках 26 матчів та забив 9 голів (21 матч з 8 голами за КЄЧ та 5 матчів з 1 голом у Кубку володарів кубків). 7 листопада 1973 року він забив перший гол у матчі з амстердамським «Аяксом» (2:0), за допомогою якого ЦСКА вибив з турніру діючого чемпіона Європи.
У 1976 році перебрався до клубу «Черно море», де за наступний сезон забив 8 голів у 19 матчах Групи «Б». Наприкінці сезону 1976/77, у віці 30 років, він закінчив кар'єру. Після закінчення ігрової кар'єри він став тренером в дитячій школі ЦСКА.

## Виступи за збірну
9 листопада 1969 року дебютував в офіційних матчах у складі національної збірної Болгарії в матчі відбору на чемпіонат світу 1970 року проти Польщі (0:3)
У складі збірної був учасником чемпіонату світу 1970 року у Мексиці, де зіграв дві гри — проти Перу (2:3) та ФРН (2:5), а його збірна не подолала груповий етап. Після «мундіалю» за збірну більше не грав. Загалом протягом кар'єри у національній команді, яка тривала 2 роки, провів у її формі 8 матчів, забивши 3 голи.
Помер 12 липня 2018 року на 71-му році життя у місті Софія.

## Титули і досягнення
- Чемпіон Болгарії (5):

ЦСКА (Софія): 1968/69, 1971/72, 1972/73, 1974/75, 1975/76
- Володар Кубка Болгарії (4):

ЦСКА (Софія): 1968/69, 1971/72, 1972/73, 1973/74